# Fenain
Fenain is een gemeente in het Franse Noorderdepartement (Frans: département du Nord) in de regio Hauts-de-France. De gemeente telde 5.533 inwoners op 1 januari 2022.

## Geografie
De oppervlakte van Fenain bedroeg op 1 januari 2022 5,78 vierkante kilometer; de bevolkingsdichtheid was toen 957,3 inwoners per km².

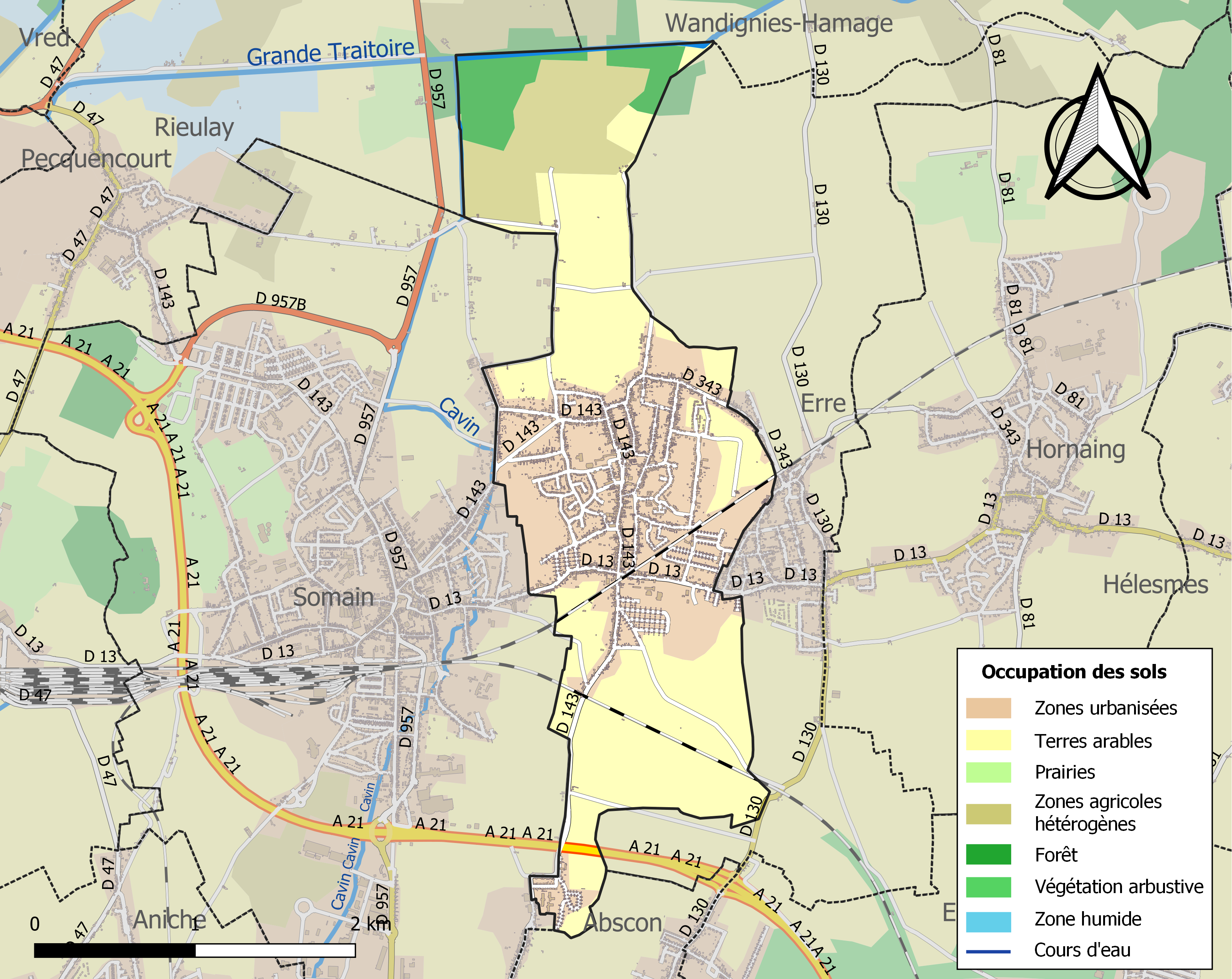
Kaart van de gemeente met belangrijkste infrastructuur, bodemgebruik en omliggende gemeenten

## Demografie
Onderstaande figuur toont het verloop van het inwonertal (bron: INSEE-tellingen).